# Robespierre Lizárraga Otero
Robespierre Lizárraga Otero (Culiacán, Sinaloa; 17 de junio de 1981) es un político y abogado mexicano perteneciente al Partido Sinaloense. Fue candidato a la alcaldía de Culiacán por el Partido Sinaloense y Movimiento Ciudadano en 2016 y candidato por la coalición Por Sinaloa al Frente a la alcaldía de Culiacán en 2021. Ha sido Diputado plurinominal del Congreso del Estado de Sinaloa de 2013 a 2016 y Regidor del Ayuntamiento de Culiacán de 2017 a 2021.
Era encargado del despacho de Rectoría de la Universidad Autónoma de Sinaloa debido a la crisis política de la misma y a la separación del cargo del rector titular Jesús Madueña Molina.

## Primeros años
Acompañó a Héctor Melesio Cuén Ojeda, fundador del Partido Sinaloense en 2010 y 2012 a las campañas por la alcaldía de Culiacán y la senaduría respectivamente, fungiendo como secretario particular en la administración de Cuén Ojeda en su paso por el H. Ayuntamiento de Culiacán.
En 2013, fue diputado local en la LXI Legislatura del Congreso del Estado de Sinaloa por la vía plurinominal. Como legislador realizó las siguientes acciones:
1. Criticó los excesos de gastos inútiles[2]
2. Resaltó el papel de la educación como factor estratégico en la transformación social.[3]
3. Defendió por el último subsidio al transporte público para estudiantes.[4]

En 2016 solicitó licencia para contender por la Alcaldía de Culiacán.

## Elecciones Estatales de Sinaloa 2016
Robespierre participó en las elecciones estatales de Sinaloa de 2016, las cuales se llevaron a cabo el domingo 5 de junio de 2016. Obtuvo 57,313 votos (22.23 %), logrando el segundo lugar frente al candidato del Partido Revolucionario Institucional, que obtuvo 116,386 (45.16%).
Cabe resaltar que el proceso electoral estuvo envuelto por una serie de irregularidades, pues en las urnas fueron encontradas boletas falsas, boletas tachadas desde imprenta y boletas sin doblar, hecho que retrasó la entrega de constancia a Jesús Antonio Valdez Palazuelos (Presidente Municipal electo para el periodo 2017-2018).
El número de votos obtenidos durante la elección de 2016 le permitió al Partido Sinaloense contar con 3 regidurías.

## Cabildo de Culiacán
Robespierre tomó posesión como Regidor del H. Ayuntamiento de Culiacán el 31 de diciembre de 2016 por la vía plurinominal para un periodo de 1 año y 10 meses. Como regidor apoyó el plan de austeridad, exigió que se investigaran los malos olores de la ciudad y crítico la inseguridad del municipio.
En marzo de 2018 solicitó licencia para tener la posibilidad de competir en los comicios de 2018 y dijo de manera pública no descartar volver a contender por la Alcaldía del Municipio de Culiacán por la alianza “México al Frente” (Partido Sinaloense, Partido Acción Nacional, Partido de la Revolución Democrática y Movimiento Ciudadano).